# Hiver volcanique

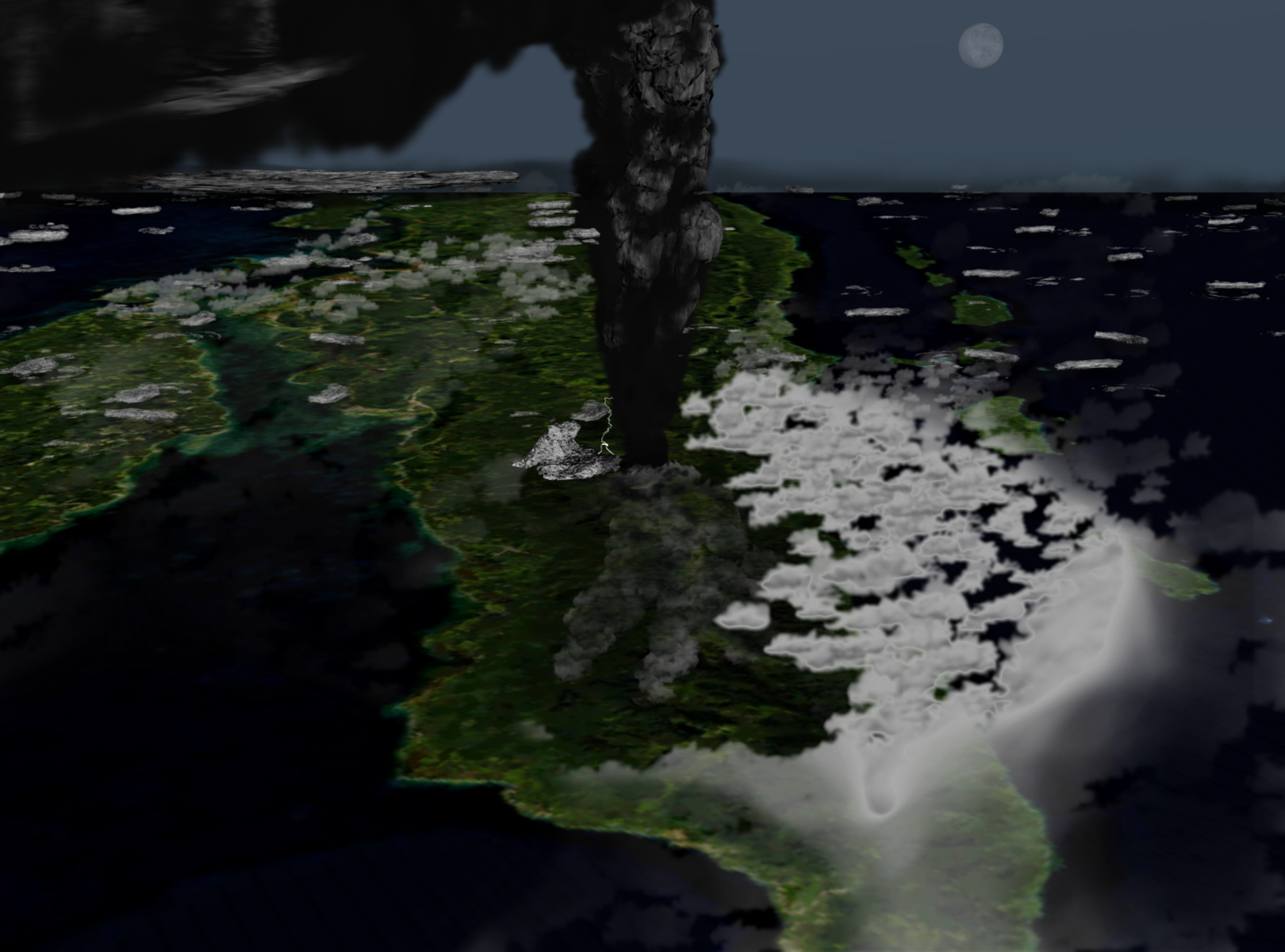
Reconstitution de l'éruption du supervolcan Toba.

Un hiver volcanique est une baisse de la température provoquée par des cendres volcaniques et des gouttelettes d'acide sulfurique, dues à une forte éruption volcanique, présentes dans l'atmosphère et réfléchissant les rayons du soleil. On parle aussi de forçage volcanique, expression construite à partir de l'anglais « volcanic forcing ».

## Mécanisme

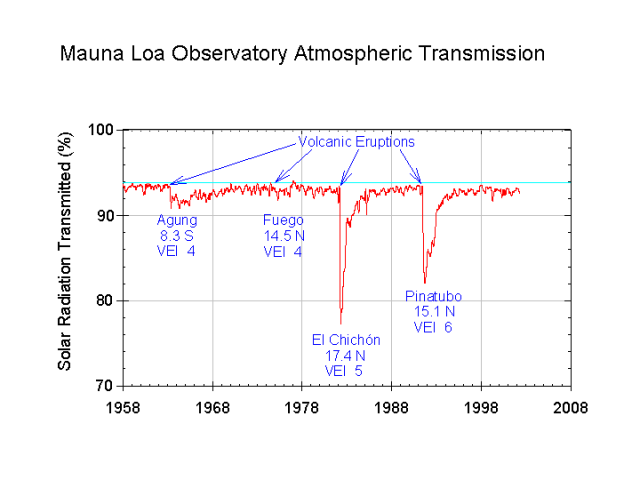
Réduction du rayonnement solaire occasionnée par la présence d'aérosols volcaniques présents dans la stratosphère (mesures de l'observatoire de Mauna Loa).

Une éruption volcanique peut avoir de nombreux effets sur l'atmosphère et la météorologie. Il faut ici distinguer les effets troposphériques en général limités géographiquement et temporellement, des effets stratosphériques qui peuvent concerner le globe terrestre et durer des mois, seuls ces derniers effets pouvant entraîner un « hiver volcanique ». Les matières, gaz et poussières, éjectées à haute altitude par les éruptions les plus puissantes se répartissent assez rapidement sur une grande surface terrestre, en raison des courants aériens. Certains des gaz volcaniques réagissent alors avec l'air et forment des aérosols perturbant la transmission du rayonnement solaire. C'est notamment le cas du dioxyde de soufre qui forme des gouttelettes d'acide sulfurique en réagissant avec l'eau de l'atmosphère. L'opacité de la haute atmosphère est accrue : moins de rayonnement solaire parvient au sol. Dans le cas des éruptions les plus importantes le climat peut ainsi être refroidi sur de vastes zones. Toutefois ce refroidissement n'est pas le seul effet des aérosols : si à basse altitude la température baisse, dans la stratosphère, les aérosols déclenchent au contraire, par effet de serre, une élévation des températures. Les aérosols volcaniques ont donc un effet dynamique sur le climat et agissent non seulement en refroidissant la basse atmosphère mais aussi en perturbant les courants de la haute atmosphère. Ces effets sont cependant limités dans le temps car les aérosols retombent en quelques mois. Les plus puissantes éruptions peuvent cependant occasionner la présence d'aérosols durant un à trois ans. Une éruption volcanique agit donc sur le climat en fonction de la violence de l'éruption, de la composition des éjectats, mais aussi de la position du volcan. Un volcan situé dans la zone équatoriale disperse plus largement et plus rapidement ses aérosols dans l'atmosphère et a donc plus facilement un effet global sur l'atmosphère. Enfin l'effet de l'éruption dépend aussi de la période d'éruption dans l'année ainsi que de l'état du système climatique au moment de l'éruption (par exemple la vigueur de l'ENSO).

## Effets sur le vivant
On a pu voir pour les hivers volcaniques censés être les plus importants, comme celui du Toba (voir infra) les causes du phénomène dit de « goulot d'étranglement » (c’est-à-dire une chute brutale des populations d'espèces suivie immédiatement par une période de grande divergence génétique parmi les survivants). Selon l'anthropologiste Stanley Ambrose, de tels évènements diminuent l'importance de populations à des niveaux suffisamment bas pour que des évolutions puissent survenir plus vite sur de petites populations d'individus (par le phénomène de la dérive génétique) et produire une rapide « différenciation de population ».

## Cas d'anciens hivers volcaniques

### Le lac Toba
On a pu supposer un important phénomène d'hiver volcanique après la super-éruption (super-volcan) du lac Toba sur l'île de Sumatra, île indonésienne située sur l'équateur, il y a environ 74 000 ans. L'impact de l'éruption, en particulier sur le climat, a été l'objet de discussions, les propositions allant d'un impact faible à fort. Parmi les conséquences envisageables on a pu avancer une probable déforestation en Asie du Sud-Est et le refroidissement des océans de 3 à 3,5 °C. L'éruption pourrait aussi avoir accéléré la tendance glaciaire déjà amorcée, entraînant l'effondrement de la population humaine et animale. Cette possibilité, combinée au fait que la plupart des différenciations humaines se produisirent à la même période, a été vue comme un cas probable de « goulet d'étranglement » de population lié aux hivers volcaniques,. Toutefois les études paléoclimatiques récentes pratiquées dans les sédiments du lac Malawi infirment cette théorie catastrophiste et montrent que le climat de l'Afrique de l'Est ne fut pas sensiblement et durablement affecté par l'éruption. De même le témoignage des carottes glaciaires et les simulations récentes laissent plutôt penser à l'absence d'effet à long terme sur le climat : un refroidissement supérieur à un siècle après l'éruption est impossible et supposer un refroidissement de plusieurs décennies nécessite d'envisager l'intervention de rétroactions qui sont mal connues et hypothétiques.
Cependant la polémique est très loin d'être tranchée, notamment à cause de difficultés à dater précisément la catastrophe et les restes fossiles ou d'outils découverts,, même si l'étude des pollens montre bien un changement de la flore, synonyme de changement climatique et/ou d'occupation humaine.

### Les Champs Phlégréens
Il y a 36 000 ans, un épisode explosif intense produisit entre 80 et 150 km3 de matériel volcanique de composition trachytique (« tuf gris » campanien, en fait une ignimbrite). La caldeira se forme à la suite de cet évènement, qui pourrait avoir contribué à l'extinction de l'Homme de Néandertal. En effet, comme en témoignent de nombreux dépôts de cendres, cette explosion a plongé en hiver volcanique tout l’Est de l'Europe et l'Asie du Sud-Ouest, à savoir la plus grande partie de leur habitat.

## Cas historiquement attestés et possibles de forçages volcaniques

### Identification des cas

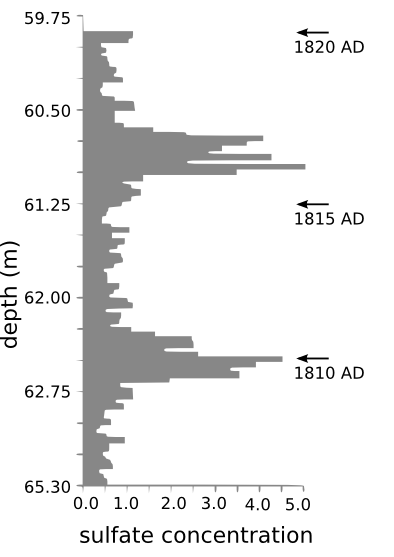
Dépôts sulfurés mesurés dans une carotte prélevée au Groenland. Le pic de 1816 correspond à l'éruption du Tambora. Les carottes ont révélé un pic antérieur en 1810, correspondant à une perturbation consécutive à l'éruption d'un volcan inconnu en 1809.

Les effets des récents hivers volcaniques sont plus modestes, mais ils sont malgré tout significatifs. Ils sont cependant difficile à quantifier pour les éruptions anciennes et les cas antérieurs au XVIIIe siècle sont encore mal connus.
L'identification de ces hivers volcaniques repose sur la confrontation de sources historiques, géologiques et paléoclimatiques. Ces dernières sont avant tout constituées par les carottes glaciaires. Celles-ci, prélevées dans les calottes polaires (Groenland ou Antarctique) présentent une stratigraphie annuelle qui permet de retracer des événements climatiques et météorologiques. On peut y retrouver les dépôts sulfurés résultant des retombées des gaz volcaniques. Ces gaz peuvent être identifiés par analyse de la résistance électrique de la glace — plus acide à cet endroit — ou par des analyses chimiques plus précises. Pour les éruptions les plus anciennes, seule la confrontation de plusieurs carottes permet de quantifier avec une assez grande précision l'ampleur des dépôts et donc de la perturbation climatique. Elle peut alors être recherchée dans d'autres types de sources, notamment par des analyses dendrochronologiques. L'analyse géologique du volcan responsable de la perturbation, lorsqu'il est connu, peut permettre de préciser la violence de son explosion (VEI) et surtout de rapporter sa situation géographique à la quantité de dépôt sulfuré mesurée aux pôles. Les sources historiques sont susceptibles d'apporter de nombreux éléments : indication de perturbations météorologiques notées par les contemporains (hiver rigoureux, été pluvieux, etc.), indication de phénomènes typiques de telles éruptions (coucher de soleil particulièrement rougeoyant, phénomène de brouillard sec), elles peuvent éclairer enfin sur les conséquences indirectes de ces perturbations, disettes, famines, épidémies et tensions sociales consécutives.

### L'éruption minoenne de Santorin: un impact discuté
L'impact climatique global de l'éruption de Santorin à l'époque minoenne a été discuté ainsi que ses conséquences sur les sociétés de l'âge du bronze. Si l'éruption a souvent été liée à de nombreux mythes (l'Atlantide, l'Exode biblique), il est difficile de trouver des sources non ambiguës, d'autant plus que la datation de l'éruption est controversée. Selon D. M. Pyle, il convient de relativiser les hypothèses avancées et ne pas exagérer cet impact. Une perturbation climatique notable est cependant enregistrée dans les données dendrochronologiques pour l'année 1628 avant notre ère, perturbation qui peut correspondre à l'éruption. On sait par ailleurs depuis 2002 que l'éruption fut plus puissante que ce que l'on pensait auparavant. Ses conséquences sur les sociétés antiques restent du domaine de la spéculation.

### Époque romaine
Un certain nombre de cas de forçages volcaniques sont attestés à l'époque romaine. Cette période présente cependant de ce point de vue une activité plutôt faible. Sur la base des carottes glaciaires des épisodes ont été placés en particulier vers -44,, dans les années 160, ainsi qu'au troisième siècle,,. La chronologie des forçages volcanique élaborée dans les années 2000 à partir des carottes glaciaires a été contestée par le dendrochronologiste Mike Baillie pour qui les dates attribuées aux événements dans les carottes devraient être descendues de quelques années. Une étude dirigée par Michael Sigl a confirmé son affirmation et a permis de mieux dater les forçages volcaniques de la période antique.

#### L’Okmok en -43
Une des plus anciennes descriptions d’un hiver volcanique se trouve dans les Vies de Plutarque : 

« Il y eut aussi l’obscurcissement de la lumière du soleil : toute cette année-là, en effet, son disque resta pâle ; il n’avait aucun rayonnement à son lever et ne produisait qu’une chaleur faible et languissante, l’air demeurait ténébreux et lourd parce que la chaleur qui le traversait était trop faible, et les fruits à demi-mûrs, se gâtaient et pourrissaient avant d’être parvenus à terme, à cause de la fraîcheur de l’atmosphère. »

— Plutarque, Vie de César
On a pu y voir les conséquences d’une éruption de l’Etna en -44. Les dernières recherches ont cependant démontré qu'il s'agissait des conséquences de l'éruption de l'Okmok, en Alaska. Les conséquences atmosphériques de l’éruption furent aussi visibles en Chine. L’éruption, attestée par les carottes glaciaires, fut contemporaine de la mort de Jules César. À ce titre, elle marqua, avec le passage d’une comète, l’imagination des contemporains. Les conséquences climatiques de l'éruption peuvent avoir aggravé les difficultés des sociétés méditerranéennes alors plongées dans la guerre civile romaine, et en particulier pour le royaume d'Égypte puisque la crue du Nil fut perturbée.

#### Le lac Taupo vers 200

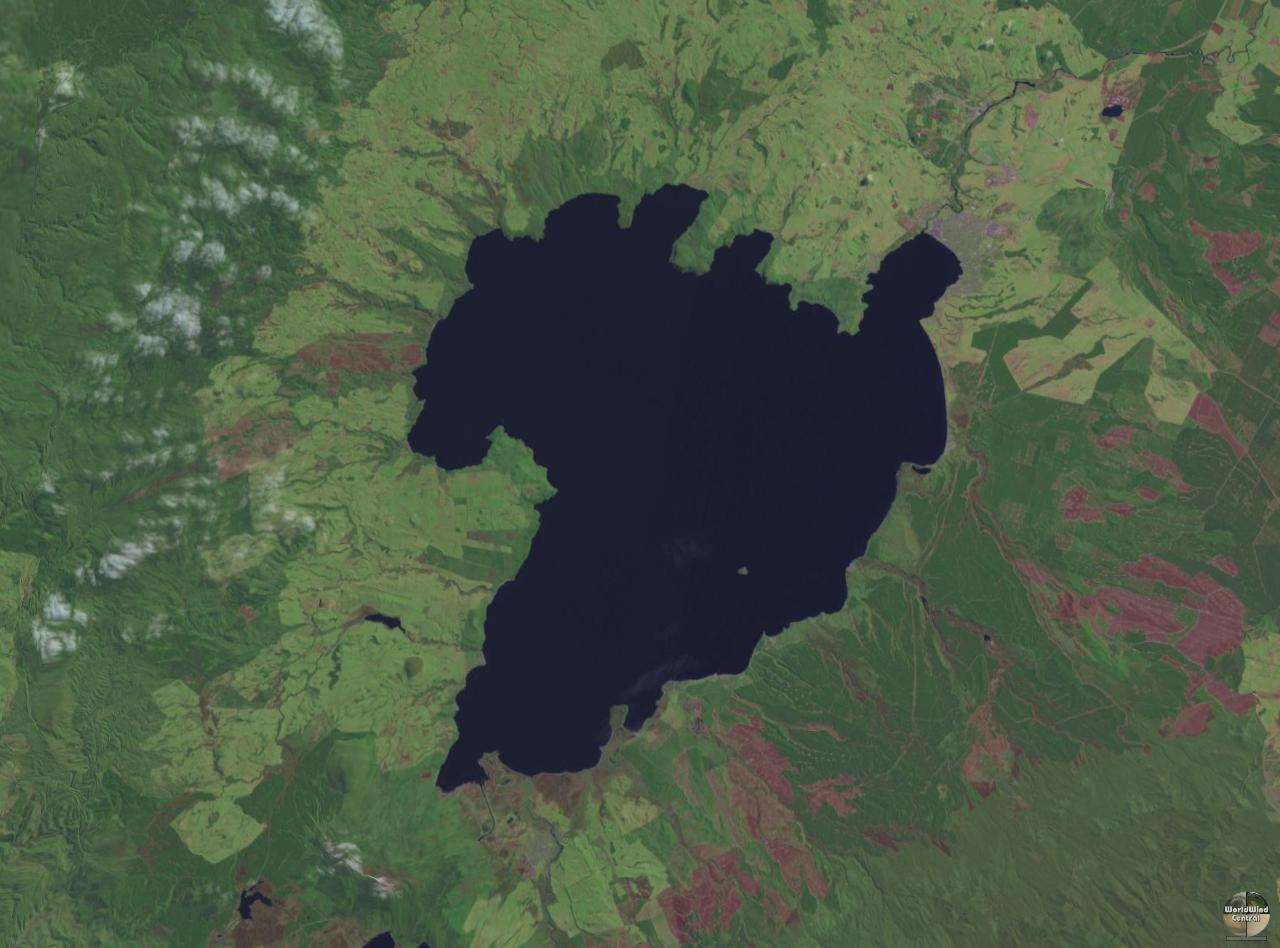
La caldeira du lac Taupo vue par satellite.

Selon le géologue Wolfgang Vetters et l'archéologue Heinrich Zabehlicky, l'éruption du volcan néo-zélandais Taupo vers 200 causa une perturbation climatique dont les conséquences se firent sentir sur l'Empire romain. L'éruption de ce volcan est souvent datée de 186 en raison de phénomènes célestes notés à Rome et en Chine. Cette date est discutée et l'on peut trouver aussi 181 (+/-2) ou 232 (+/- 15) ou 236 (+/- 4).

### Les perturbations climatiques de 535
Les perturbations climatiques attestées pour l'année 535 et les années suivantes, sur plusieurs zones de la planète ont été attribuées, mais sans faire consensus, à une éruption volcanique, parfois associée au Krakatoa, parfois au Rabaul et parfois à l'Ilopango. De possibles traces de l'éruption ont été retrouvées dans les carottes glaciaires prélevées au Groenland, mais l'hypothèse de l'impact d'un astéroïde est aussi défendue. L'ampleur et les conséquences exactes de cet événement climatique restent très discutées et seule la multiplication des études de terrain pourra éclaircir sinon trancher le débat.

### L'époque carolingienne
Si, selon John Grattan, les difficultés climatiques de cette époque ne doivent pas être liées à des perturbations volcaniques et sont au contraire l'exemple d'une variabilité ordinaire du climat à cette époque, Michael McCormick et Paul Dutton ont proposé d'identifier plusieurs cas de forçage volcanique au cours de la période : en 763-764, entre 821 et 824, en 855-856 et 859-860, en 873-874, en 913.

### L'Eldgjá vers 934
La grande éruption basaltique de l'Eldgja au Xe siècle a vraisemblablement eu des conséquences climatiques semblables à celles des Lakagígar en 1783. Les perturbations climatiques semblent avoir entraîné des famines et des épidémies en Europe. Selon Michael McCormick et Paul Dutton l'éruption doit être datée de 939 et a causé un très dur hiver en Europe en 939-940:888-889.

### L'éruption du Samalas en 1257
Les carottes glaciaires prélevées au Groenland et en Antarctique ont montré un important dépôt de sulfures. Selon Richard Stothers, les conséquences climatiques de l'éruption du Samalas en 1257 sont visibles dans les sources médiévales et ont pu entraîner des famines et des épidémies,. Toutefois les effets de cette éruption ne semblent pas aussi importants qu'ils auraient dû l'être : au regard du signal retrouvé dans les carottes glaciaires, l'éruption semble la plus importante des 7 000 dernières années et, pourtant, le refroidissement ne fut pas beaucoup plus important que celui occasionné par le Pinatubo. Cet apparent paradoxe s'expliquerait par la taille des particules composant les aérosols présents dans l'atmosphère à la suite de l'éruption. Une étude utilisant des simulations climatiques explique le déclenchement du Petit âge glaciaire vers 1275 par une succession, dans une période d'un demi-siècle, de quatre forçages volcaniques importants et par la mise en place de phénomènes de rétroaction positive liés à la banquise et aux courants marins. Le volcan responsable de l'éruption de 1257 a été identifié en Indonésie : il s'agit du Samalas dont l'effondrement a créé la Caldeira Segara Anak.

### Éruption du Kuwae en 1453
L'éruption du Kuwae (Vanuatu) à la fin de l'année 1452 ou au début de 1453 a sans doute surpassé celle du Tambora en quantité de sulfure envoyée dans l'atmosphère. Les conséquences climatiques de l'éruption furent importantes et sensibles plusieurs années durant.

### Éruption de l'Huaynaputina en 1600
L'éruption de l'Huaynaputina au Pérou en 1600 causa des perturbations atmosphériques et climatiques qui se firent sentir en Europe et en Chine.

### 1783, éruption du Laki en Islande

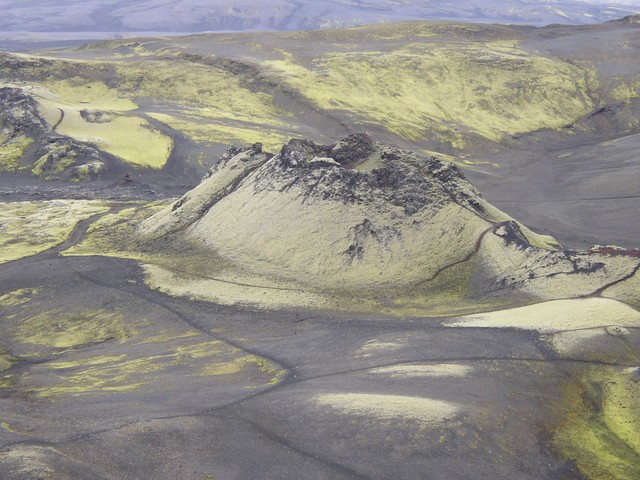
Un des cratères des Lakagígar (en 2004) ; cet ensemble est le reste des « éruptions du Laki ».

Un article écrit par Benjamin Franklin accusait la poussière volcanique venant d'Islande d'être la cause d'un été très frais en 1783 aux États-Unis. En effet, l'éruption des Lakagígar avait relâché dans l'atmosphère d'énormes quantités de dioxyde de soufre. Cela provoqua la mort de la plus grande partie du bétail de l'île et une terrible famine, qui tua le quart de la population.
Les températures enregistrées dans l'hémisphère nord chutèrent d'environ 1 °C dans l'année qui suivit cette éruption.

### 1815, éruption du mont Tambora en Indonésie
L'éruption de ce stratovolcan provoqua des gelées en plein milieu de l'été dans l'État de New York et des chutes de neige en juin en Nouvelle-Angleterre, provoquant ce qui allait être connu sous le nom d'« année sans été » aux États-Unis en 1816. C'est durant cet été que Mary Shelley écrivit Frankenstein dont l'imagerie est souvent associée à l'histoire de l'éruption du Tambora.

### 1883, éruption du mont Krakatoa en Indonésie
Dans le détroit de la Sonde, proche de la côte ouest de Java, sur l’île de Krakatoa se trouve le Perbuatan, appelé par raccourci Krakatoa.
Le 27 août 1883, l'explosion du Krakatoa (Krakatau) créa aussi les conditions d'un hiver volcanique. Les quatre années qui suivirent furent inhabituellement froides et l'hiver de 1888 fut le premier avec des chutes de neige dans cette région. Des chutes de neige record furent enregistrées dans le monde entier.

### 1991, éruption du mont Pinatubo aux Philippines
L'explosion en 1991 du mont Pinatubo, un autre stratovolcan, aux Philippines, forme des cendres et des gouttelettes d'acide sulfurique qui atteignent la stratosphère et parcourent le globe en trois semaines. Cette pellicule stratosphérique entraîne une diminution de la luminosité de l'ordre de 10 % à la surface terrestre, ce qui produit un refroidissement à l'échelle mondiale (en 1992-1993, les chercheurs estiment la diminution de la température moyenne au sol entre 0,5 et 0,6 °C dans l'hémisphère nord et 0,4 °C sur tout le globe) et ralentit temporairement le réchauffement climatique pendant deux à trois ans,.

### Commentaires
Exception faite des Lakagígar, la plupart des volcans précités (qu'ils se trouvent en Indonésie ou aux Philippines), appartiennent à l'immense arc océanique dénommé par les volcanologues « ceinture de feu du Pacifique ».
Certains volcanologues ont chiffré en mégatonnes la puissance de ces différentes éruptions. Ainsi, sachant que la bombe atomique d'Hiroshima eut une puissance estimée de 20 kT, la puissance estimée de l'éruption du Tambora, elle-même égale à huit fois celle du Vésuve, fut plus de cent fois supérieure à celles des bombes d'Hiroshima et de Nagasaki réunies. D'ailleurs, et pour avoir une idée plus imagée de la puissance de l'explosion le bruit de l'explosion fut entendu à plus de 1 400 km de distance ; des bombes volcaniques de plus de 20 cm de diamètre furent projetées à 80 km de distance sur une île voisine, et la colonne de cendres qui en résulta s'éleva à 35 km de hauteur.